# Quadrant de Davis

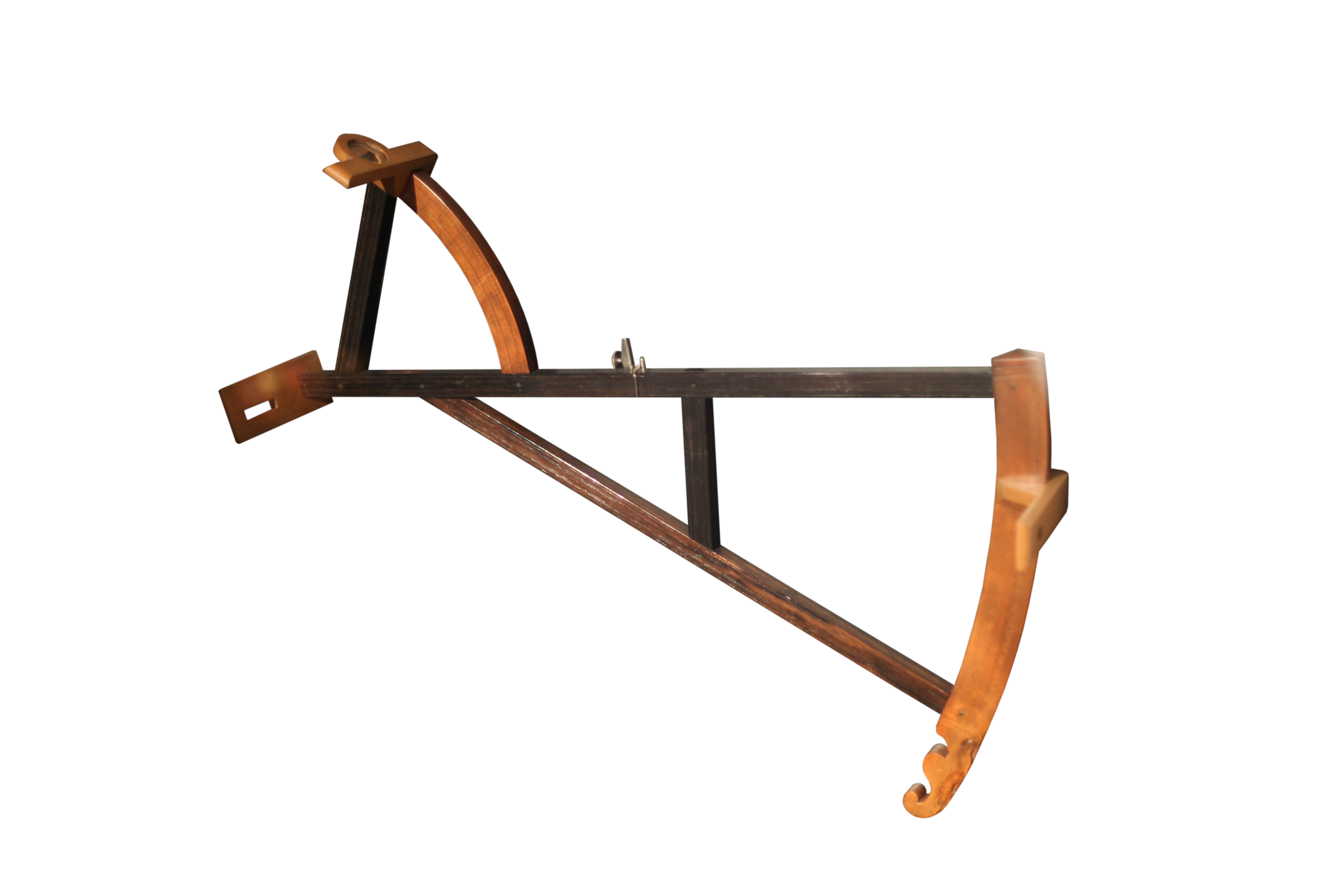
Quadrant de Davis, fet el 1765 per Johannes Van Keulen. Exposició al Museu Nacional de la Marina de París.

El quadrant de Davis (backstaff en anglès) és un instrument inventat el s.XVI que va substituir l'astrolabi i el quadrant i que s'utilitzava per mesurar altura en graus de l'estrella o del sol sobre l'horitzó, per a poder determinar la latitud d'un vaixell (en aquest últim cas en el moment del seu pas pel meridià). Va ser inventat pel navegant anglès John Davis que el va descriure en el seu llibre Seaman's secrets, el 1594.
Va aparèixer uns segles més tard que l'astrolabi i el quadrant, inspirat en la vara de Jacob (millorant-la),) però hi ha documents que proven que l'instrument es va seguir fabricant fins al principi del segle xix, com el dipositat al MMB llistat entre els instruments nàutics existents a l'Estudi de Pilots. D'aquest fet es pot deduir que ha estat un dels instruments més utilitzats pels navegants.

## Quadrant de Davis primitiu

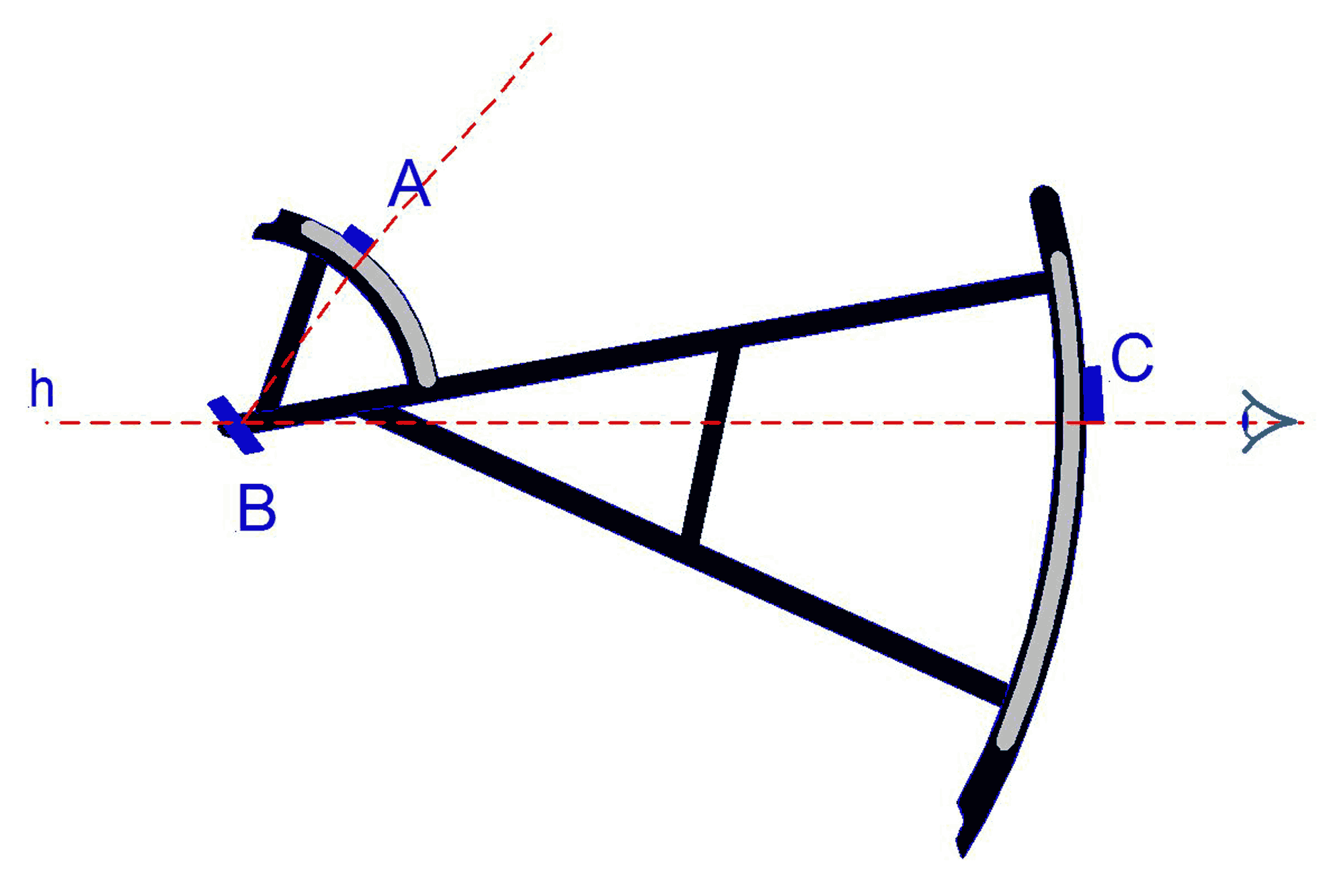
Principi de funcionament del quadrant de Davis

Constava d'un llistó amb dos arcs de diferent mida, col·locats amb angle dins del mateix pla, el més petit per sobre i el més gran per sota del llistó. La forma dels arcs no era crítica, encara que es va escollir la forma corba. Disposava de dos "segments mòbils" que podien lliscar sobre els arcs.
L'important del seu disseny va ser que per trobar l'altura del sol, no s'orientava de front cap a l'astre, sinó d'esquena, de manera que la vista no podia ser danyada per la intensitat de la llum solar, que limitava l'ús de la vara de Jacob als moments en què el sol estava prop de l'horitzó.

## Utilització
Es fa lliscar el segment de l'arc "A" de manera que la seva ombra es projecti sobre l'aleta "B" situada a l'extrem anterior del llistó, a nivell de la "ranura" per la que s'observa l'horitzó, alineada amb l'ull i el segment de l'arc "C".
El navegant observa l'horitzó a través de l'obertura allargada de l'aleta "B" (tot al llarg del llistó), fent lliscar el segment sobre l'arc "C", de manera que la seva aresta inferior quedi alineada amb l'ull i la vista de l'horitzó/"línia d'ombra". Llavors l'altura del sol sobre l'horitzó es pot llegir sobre els dos arcs graduats (ABC), sent igual a la suma d'ambdós arcs.

## Quadrant de Davis-Flamsteed
John Flamsteed va proposar una versió més moderna de l'instrument, que portava una lent que projectava la imatge del sol al costat de la ranura de visió de l'horitzó, fent-lo molt més apte per al seu ús al mar. D'aquesta manera es podien fer les observacions de l'altura del Sol projectat a través de la lent i de l'horitzó en visió directa.
Era la primera vegada que s'utilitzava una lent en un instrument per portar la imatge del sol fins a la imatge de l'horitzó del mar, tècnica que, una mica evolucionada, s'empraria més tard com a base de l'octant i del sextant.